# Oh (cântec de Ciara)
„Oh” este un cântec al interpretei americane Ciara. Piesa a fost compusă de Dre & Vidal, fiind inclusă pe materialul discografic de debut al artistei, Goodies. Compoziția a fost lansată ca cel de-al treilea single al albumului în martie 2005. 
Înregistrarea a devenit unul dintre cele mai cunoscute cântece ale Ciarei la nivel mondial, ocupând poziții de top 10 într-o serie de clasamente din lume.

## Lista cântecelor
Disc single distribuit prin iTunes
- „Oh” - 4:16 (versiunea de pe album)

## Clasamente
| Clasament                       | Poziția maximă | Referință |
| ------------------------------- | -------------- | --------- |
| Australia Singles Chart         | 7              | [ 3 ]     |
| Austria Singles Chart           | 44             | [ 3 ]     |
| Belgium Singles Chart (Flandra) | 38             | [ 3 ]     |
| Belgium Singles Chart (Valonia) | 46             | [ 1 ]     |
| European Hot 100                | 12             | [ 4 ]     |
| Finland Singles Chart           | 17             | [ 3 ]     |
| France Singles Chart            | 48             | [ 3 ]     |
| Germania Singles Chart          | 7              | [ 3 ]     |
| Ireland Singles Chart           | 7              | [ 3 ]     |
| Netherlands Singles Chart       | 44             | [ 1 ]     |
| Noua Zeelandă Singles Chart     | 5              | [ 3 ]     |
| Swiss Singles Chart             | 11             | [ 3 ]     |
| UK Singles Chart                | 4              | [ 3 ]     |
| U.S. Billboard Hot 100          | 2              | [ 3 ]     |